# Robinara
× Robinara, (abreviado Rbnra) en el comercio, es un híbrido intergenérico entre los géneros de orquídeas Aerides × Ascocentrum × Renanthera × Vandaa. Fue publicado en Orchid Rev. 80(954) cppo: 7 (1972).